# Kanał Mrzeżyno II
Kanał Mrzeżyno II (Kanał Włodarka, Kanał Trójka, do 1945 Neuer Kanal) – kanał na Wybrzeżu Trzebiatowskim, w woj. zachodniopomorskim, w powiecie gryfickim; lewobrzeżny dopływ rzeki Regi, kanał odprowadzający wodę z polderu Mrzeżyno II.

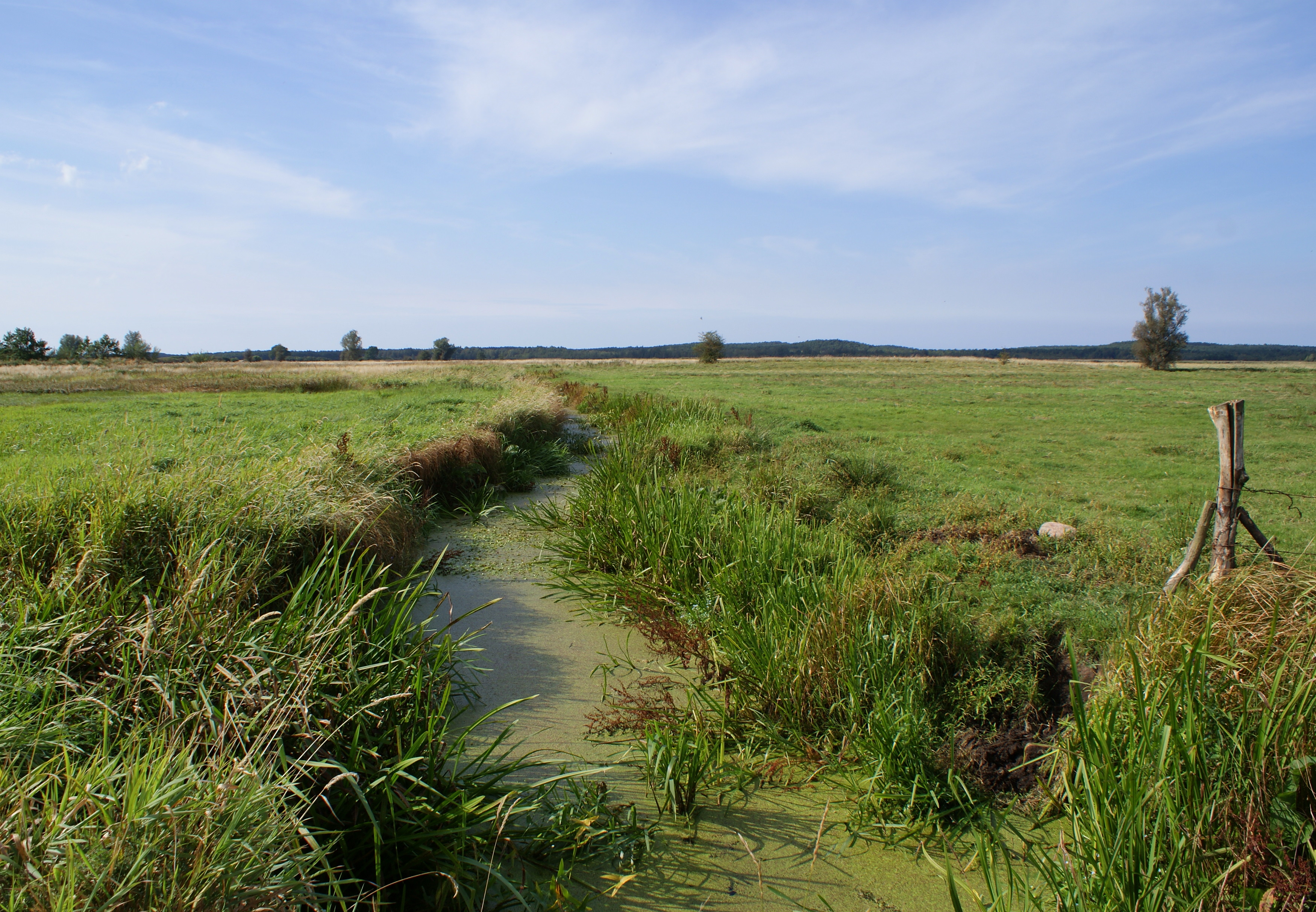
Kanał Mrzeżyno II na północ od wsi Włodarka

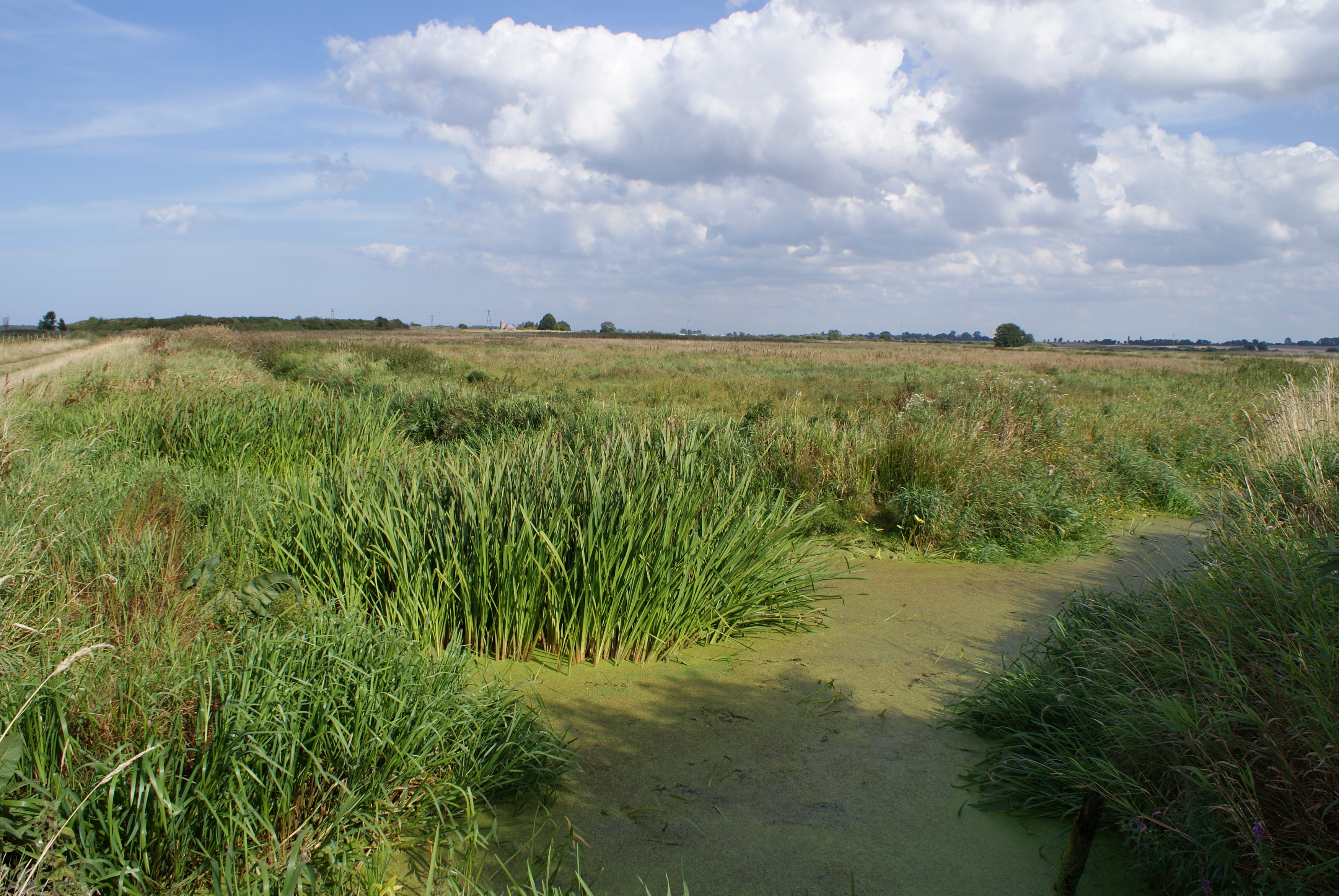
Podział kanału z ciekiem biegnącym do Starej Regi

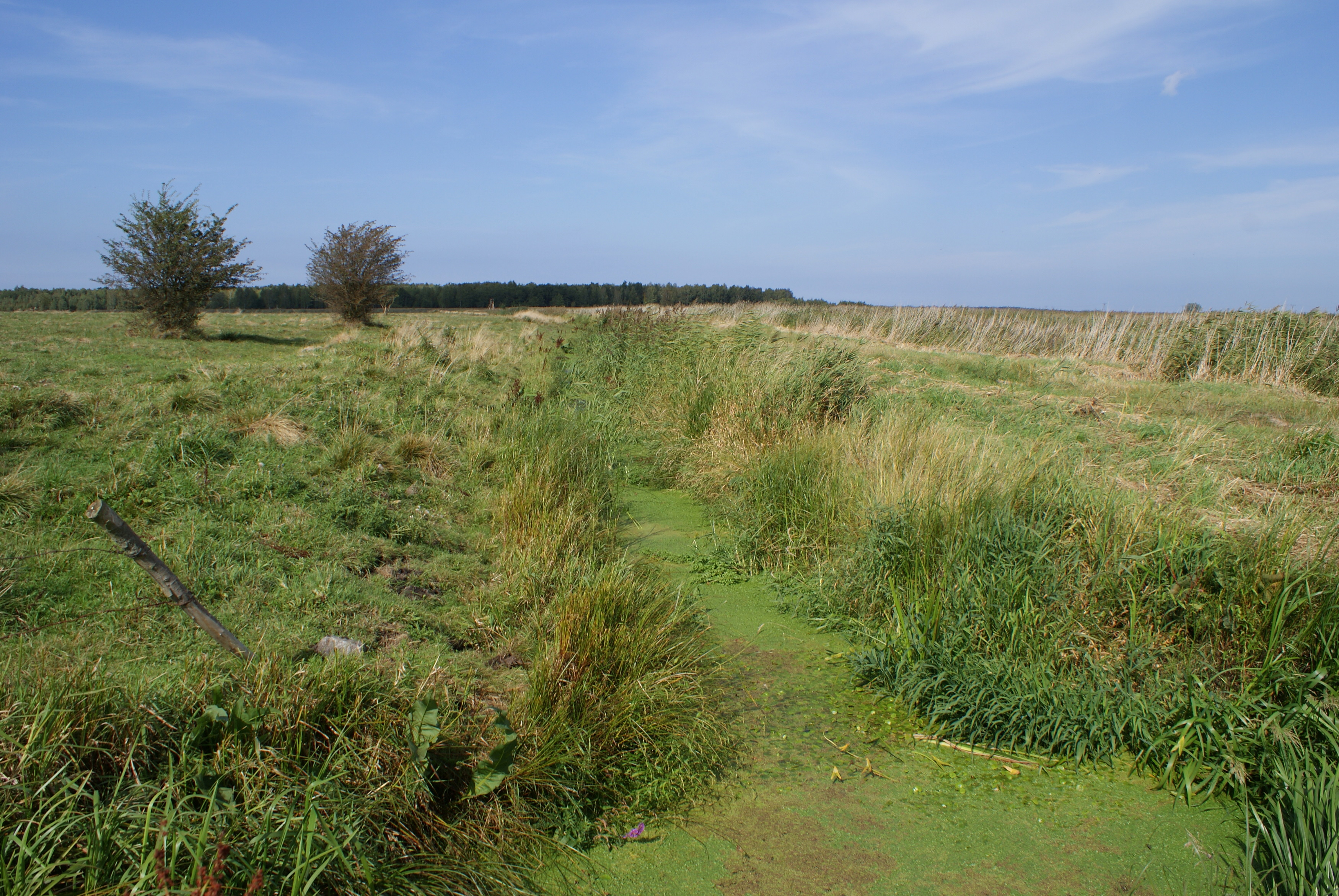
Początek odcinka za drogą i małym jazem

Według Mapy Podziału Hydrograficznego Polski, Kanał Mrzeżyno II bierze swój początek od wschodniego brzegu zarastającego jeziora Konarzewo. Biegnie w kierunku wschodnim po podmokłej dolinie, która rozciąga się w obrębie pradoliny przymorskiej. Są to tereny bagienne i torfowiskowe zajęte częściowo przez drzewostany siedlisk borów bagiennych i wilgotnych oraz olsów (sosna, brzoza, olcha) z bogatą roślinnością bagienną i torfowiskową. Obszar ten stanowi ostoję ptactwa wodno-błotnego. 
Dalej na wschód kanał jest połączony z siecią rowów na obszarze zalewowym. Biegnie w kierunku ujścia strugi Starej Regi. W miejscu gdzie kanał przechodzi pod drogą lokalną (ze wsi Włodarka do stacji pomp "Włodarka"), od kanału odchodzi krótki ciek połączony z odcinkiem ujściowym Starej Regi, który biegnie na południowy wschód. Dalej Kanał Mrzeżyno II prowadzi na północny wschód wzdłuż owej drogi lokalnej. Po ok. 200 m odbija na północ i przechodzi ponownie pod tą samą drogą lokalną, przy której znajduje się mały jaz. Kanał prowadzi daleko na północny wschód wzdłuż rzeki Regi. Wpada do niej od zachodniego brzegu, wcześniej ostro ścinając swoje koryto na wschód. Przed ujściem znajduje się jaz ze stacją pomp (czerwoną).
Kanał Mrzeżyno II w całości należy obszarów programu Natura 2000 tzn. obszaru specjalnej ochrony ptaków "Wybrzeże Trzebiatowskie", a także do obszaru ochrony siedlisk Trzebiatowsko-Kołobrzeskiego Pasa Nadmorskiego.
Kanał bierze swoją nazwę od nazwy polderu i od miejscowości Mrzeżyno, położonej u ujścia rzeki Regi.